# ユナイテッドコーヒー
ユナイテッドコーヒー（英: United Coffee）は、スイスのジュネーブに本社を置くコーヒー会社。主にヨーロッパにおいて小売店、ホテル、喫茶店などに販売網を持ち、家庭用・業務用コーヒーやエスプレッソマシンなどの関連商品を取り扱う。コーヒーの焙煎事業はヨーロッパ最大級である。

## 事業内容
1818年に創業し、約1,000人の従業員を有する。コーヒーの焙煎量は年間約6万トンで、世界全体のコーヒー流通量の1%を取り扱う。フランス、オランダ、スペイン、スイス、イギリスにおいては、家庭用・業務用ともトップクラスの市場占有率を持つ。サブウェイやマクドナルドなど、ヨーロッパの大手外食産業にも製品の供給を行っている。
持続可能な農業の取り組みとして、フェアトレードやレインフォレスト・アライアンス、UTZサーティファイド (UTZ Certified) などの認証を受けている。

### 国別ブランド
- オランダ - GALA、smit&Dorlas、Legend、Princess tea、Favor
- イギリス - Lyons、Grand Cru、Grand Café、Grand Chocolat、Coopers
- スペイン - Templo、Espress&Tei
- スイス - Merkur Kaffee、Rosca、Giger、SIMA、Raygil
- フランス - Cafes Excella、La Tasse、Cafe Piverd、Campanini
- ドイツ - F.Cornelius Klipp

## 沿革
1818年、Sweensはオランダ南部のスヘルトーヘンボスに、Drie Mollenという名のコーヒー焙煎店を開設した。1900年代に入ると、Drie Mollenは国際的なコーヒー焙煎企業に発展し、5社のコーヒー・紅茶会社を傘下に収めた。2008年、投資ファンドCapVest社はDrie Mollenを買収。2010年には社名をUnited Coffeeに改め、本社をオランダからスイス・ジュネーブに移した。2012年4月23日、日本のUCCホールディングスは、ロンドンに新設した子会社UCCヨーロッパを通じ、500億円の資金を投じてユナイテッドコーヒー経営陣およびCapVest社から全株式を取得すると発表した。